# Furdjel Narsingh
Furdjel Robby Narsingh (ur. 13 marca 1988 w Amsterdamie) – holenderski piłkarz, pochodzenia indyjsko-surinamskiego, grający na pozycji prawoskrzydłowego. Obecnie bez klubu, a ostatnio związany z armeńskim klubem Ararat-Armenia. Były, młodzieżowy reprezentant Szwajcarii.